# 세속가곡
세속가곡(世俗歌曲)은 중세 시기의 음악의 하나이다. 음악사에 있어서 중세에는 몇 가지 점에서 플레인송의 후기 발전이 있었고, 다성음악이 생겨나 성장 발전하였으며, 수많은 세속가곡들이 처음으로 작곡되었다. 세속가곡은 중세 사회에서 매우 중요한 역할을 했음에도 불구하고 안타깝게도 현재 남아있는 것은 거의 없다. 세속가곡과 시의 창작활동은 주로 당시 프랑스와 독일에서 활발하게 이루어졌다.

## 특성
세속가곡은 플레인송에 비해서 양식 면에서 보다 현저한 특성을 가지고 있었다
- 플레인송과 마찬가지로 세속가곡은 단성음악이었다. 당시의 회화를 살펴보면 세속가곡은 몇 가지의 즉흥적인 악기로 반주되었음을 알 수 있지만 현존하는 사본에는 단일선에 의한 기보법만이 보인다.
- 플레인송과는 달리, 세속가곡은 운율적이고, 대부분 3박자였다.
- 세속가곡은 플레인 송에 비해서 보다 강하고 규칙적인 리듬을 가졌고, 반복되는 짧은 리듬 패턴을 사용했다.
- 세속가곡은 반복 악절과 후렴을 수반하는 명료한 프레이즈와 악절 구조를 가졌다.
- 세속가곡은 일반적으로 선법적이지만, 장음계《이오니아 선법<Ionian>》과 단음계《에올리아 선법<Aeolian>》을 선호했다.
- 세속가곡은 일반적으로 음절형, 즉 1음절 대 1음표의 형태를 사용했다.
- 플레인 송은 라틴어로 불린 데 반하여, 세속가곡은 대개 자국어로 불렸다.
- 플레인송에 비하여 보다 광범위한 주제를 다루었다.

## 라틴어 가곡
콘둑투스(conductus)라고 일컬어지는 꽤 많은 분량의 라틴어 가곡이 10세기에서 13세기 초에 걸쳐 골리아드(goliards)라고 일컬어지는 방랑 학생이나 하급 성직자들에 의해서 만들어졌다. 콘독투스는 사랑, 예술, 정치적 풍자, 속된 화제, 그리고 플레인송을 익살스럽게 바꾸어 부르는 등 다양한 주제를 다루었다. 유명한 콘둑투스로는 중세의 초기의 「시빌의 노래」(The Song of the Sibyl)가 있다.

## 연예인
하층 사회 계급의 음유시인(吟遊詩人)을 프랑스에서는 종글뢰르(Jongleurs), 독일에서는 가우클러(Gaukler), 그리고 영국에서는 글리맨(Gleemen)이라고 하였다. 그들은 중세 시대에 유럽을 방랑하면서 요술이나 카드 속임수, 길들여진 동물로 재주를 보이기도 하고, 그리고 다른 사람이 작곡한 노래를 부름으로써 봉건 영주들을 즐겁게 해주었다. 그들은 비록 시인도 작곡가도 아니었지만 많은 악보를 보존하고 전파했기 때문에 음악적으로 중요한 존재이다.
스페인의 세속가곡
중세 세속가곡의 대부분은 프랑스의 시인 겸 작곡가인 트루바두르(Troudbadours)와 트루베르(Trouveres)라는 두 그룹(계층)에 의해서 만들어졌는데, 이 두 단어는 '발견자'라는 뜻이다. 그들은 교육을 받은 교양있는 귀족으로써 대개는 봉건 영주의 성에서 살았다.

### 시의 형태
트루바두르와 트루베르의 시는 주제에 따라 다음과 같이 분류된다.
- 캉소(canso; 사랑의 시)
- 시르방트(sirventes; 풍자시)
- 플랑(planh;유명인의 죽음에 대한 비탄과 애도의 노래)
- 파스투렐(pastourelle; 흔히 대화 형식으로 된 기사와 시골 처녀의 노래)
- 샹송 드 투알(chanson de toile; 물레질 노래)
- 에누에그(enueg; 풍자시)
- 오브(aube; 새벽까지 연인들의 망을 보아주는 친구의 노래)
- 탕소 또는 죄파르티(tenso, jeu-parti; 대화체의 시)
- 샹송 드 제스트(chanson de geste; 서사시적 이야기)

샹송 드 제스트 중에서 가장 유명한 것은 11세기의 「롤랑의 노래」(chanson de Roland)이다.

### 음악 형식
시의 형식을 명확하게 구분짓기도 힘든 일이지만 수많은 가곡의 형식을 구분짓기는 매우 어렵다. 가곡의 각 형식은 구조상 상당히 다양한 면을 가지고 있다. 후렴이라고 일컬어지는 가사와 선율의 반복 부분은 몇몇 가곡 형식에서 공통적으로 사용되었다. 이들 중 하나는 나중에 다성 음악으로 이행된 비를레(virelai)라는 형식인데, 다음과 같은 방식에 따라 구성되었다.
```
프레이즈 12345678 프레이즈 12345
가 사 abcdefab 혹 은 가 사 abcda
선 율 ABCDEFAB 선 율 AbbaA
대문자는 후렴을 가리킨다.
```

이 밖에도 널리 사용된 형태로 론도(rondeau)가 있는데, 론도는 다음과 같은 구조로 되어있다.
```
프레이즈 1 2 3 4 5 6 7 8
가 사 a b c d e f g h
선 율 A B a A a b A B
```

샹송 드 제스트는 긴 시 전체를 통해 단순한 선율을 반복하는 형태를 취했다. 발라드(ballade)는 후렴에 론도나 비를레 비슷한 여러 가지 다른 구조를 취했다.

## 독일의 세속가곡
프랑스와 트루바두르와 트루베르의 가곡은 12세기에서 16세기까지 독일의 시인 겸 작곡가인 미네징어(Minnesingers)와 마이스터징어(Meistersingers)들이 모델이 되었다.

## 그밖의 나라들
세속가곡은 프랑스와 독일 이외의 지역에서는 거의 찾아 보기가 힘들다. 
- 영국에서는 정착 음유시인인 스콥스(scops)와 떠돌이 음유시인인 글리맨(gleemen)이라는 앵글로 색슨 집단이 약간의 가곡을 만들었으나 현존하는 것은 거의 없다.
- 이탈리아에서는 성모를 찬양하는 노래이며 비전례적 종교음악인 라우다(lauda)가 이탈리아의 발라타(ballata) 형식으로 작곡되었는데, 이것은 프랑스의 비를레(A-b-b-a-A)에 해당하는 형식이다.
- 스페인에서는 이것과 유사한 형식인 칸티가(cantiga)로써 성모를 찬양했는데, 라우다와 마찬가지로 몇 개의 부분으로 이루어진 구조를 가졌다. 스페인에서는 이러한 구조를 비얀시코(villancico)라고 불렀다.